# 五四水库
五四水库是中国辽宁省大连市普兰店市境内的一座水库，位于大沙河支流上，建于1970年。水库正常库容为600万立方米，集雨面积为27平方千米，海拔为36.3米。